# Пылаев, Леонид
Леонид Пылаев (псевдоним, также выступал как Виталий Шамров, Иван Октябрёв), настоящее имя Леонид Александрович Павловский (30 мая 1916, Дмитров или Покров — 26 мая 1992, Мюнхен) — диктор радио «Свобода», поэт и бард-шансонье, литератор.

## Биография
Родился в семье портного. В ряде биографий указана неверная дата рождения — 1912 г., которую он сообщал в эмиграции. В 1934 г. был репрессирован, отбывал наказание на Воркуте, в 1939 г. вернулся из заключения.
Осенью 1941 г. попал в плен. В 1942 г. записался в РОА, работал в пропагандистском отделе, был членом агитбригады, выступал в лагерях, где исполнял песни. С апреля 1943 г. — в редакции газеты «Новый путь». В мае 1945 г. вместе с немногочисленной группой власовцев прорвался из советского окружения в Баварию.
С февраля 1953 г. — сотрудник радио «Освобождение» (позднее переименованного в радио «Свобода»). Выступал под псевдонимом Иван Октябрёв, создал себе нарочито простонародный имидж.
Принимал участие в записи пластинки лагерных песен, которую спродюсировал Александр Варди.
Также снялся в эпизодических ролях в ряде фильмов:
- «Возврата нет» (ФРГ, 1953, по сценарию Г. Климова) — Василий
- «Путешествие» (США, 1959) — капитан Дембинский
- «Переход через Эбро» (ФРГ, 1970) — Кириленко
- «Одна глава из жизни» (сериал, ФРГ, 1979)